# Araeopteron imbecilla
Araeopteron imbecilla är en fjärilsart som beskrevs av Turner 1933. Araeopteron imbecilla ingår i släktet Araeopteron och familjen nattflyn. Inga underarter finns listade i Catalogue of Life.